# Need for Speed: Shift
Need for Speed: Shift là một trò chơi điện tử thể loại mô phỏng, đua xe được Slightly Mad Studios, EA Black Box phát triển và Electronic Arts phát hành. Là phần thứ 13 trong dòng game đua xe Need for Speed, trò chơi này và hai trò chơi Need for Speed: Nitro và Need for Speed: World được công bố và phát hành vào tháng 12 năm 2008. Với sự thay đổi đặc quyền mới mẻ, Need for Speed: Shift tập trung về phần mô phỏng đua xe trong đời thực khác với các game trước chỉ tập trung là đua đường phố. Sau 3 năm, phần kế tiếp của trò chơi này là Shift 2: Unleashed được phát hành năm 2011.